# بایگ
بایْگ شهری در بخش بایگ، شهرستان تربت حیدریه، استان خراسان رضوی ایران است و برپایه سرشماری عمومی نفوس و مسکن در سال ۱۳۹۵ جمعیت این شهر ۳٬۵۴۵ نفر (در ۱٬۱۵۴ خانوار) بوده است. این شهر برروی رشته‌کوه کوهسرخ قرار دارد.

## جمعیت
بر پایه سرشماری عمومی نفوس و مسکن در سال ۱۳۹۵ جمعیت این شهر ۳٬۵۴۵ نفر (در ۱٬۱۵۴ خانوار) بوده است.